# Aerodramus sawtelli
Aerodramus sawtelli е вид птица от семейство Бързолетови (Apodidae). Видът е световно застрашен, със статут Уязвим.

## Разпространение
Разпространен е в Кук.